# Wanted (Comic)
Wanted ist eine sechsteilige Comic-Miniserie des britischen Autors Mark Millar und des Zeichners J. G. Jones, die zwischen 2003 und 2005 im Verlag Top Cow/Image Comics erschien. Sie handelt von einem jungen Mann namens Wesley Gibson, der als duckmäuserischer Verlierer in einer Dystopie aufwächst, in der Superschurken alle Superhelden besiegt und die Weltherrschaft übernommen haben. Gibson erfährt, dass er selbst Sohn eines Superschurken ist und steigt selbst zum größten Verbrecher der Welt auf. 2008 wurde die Miniserie in einem gleichnamigen Kinofilm verfilmt, in dem unter anderem Angelina Jolie, James McAvoy und Morgan Freeman mitspielten.

## Hintergrund
Millar erfand die Serie nach einer Idee, die ihm als Kind gekommen war. Er ersann sich eine Welt, in der alle Superhelden in einem Krieg von den Superschurken umgebracht worden waren. Als ultimative Rache schrieben die Schurken die Geschichte um, und die Menschheit vergaß, dass es jemals Helden gegeben hatte. Millar ließ sich von Peter Parker/Spider-Man inspirieren und ersann sich einen Hauptcharakter namens Wesley Gibson, der ein absoluter Loser war und erfuhr, dass er in Wirklichkeit der aufregendste und gefährlichste Mann der Welt war: „Es ist über einen Mann, der den miesesten Job, die mieseste Freundin und den miesesten Boss der Welt hat, aber dann wie Spider-Man plötzlich der aufregendste Mann der Welt wird… nur dass er anstelle Gutes zu tun, Böses tut und alle umbringt, die er hasst.“
Mit dem Charakterdesign orientierte sich Zeichner J.G. Jones bei Gibson an Rapper Eminem, und seine Kollegin The Fox basiert auf Halle Berry.

## Handlung
Die Story spielt nach einem großen Krieg, in dem die Superschurken (organisiert in The Fraternity) die Superhelden besiegt und vergessen gemacht haben und die Menschheit vergessen hat, dass es jemals Helden gab. Wesley Gibson ist ein rückgratsloser Verlierer, der von seinem Boss gemobbt und von seiner Freundin betrogen wird. Eines Tages erfährt er, dass er Sohn vom Superschurken The Killer ist, und dessen perfekte Waffenbeherrschung geerbt hat. Nachdem ihn die verführerische Schurkin The Fox in die Fraternity eingeführt hat, wird Wesley indoktriniert und lernt u. a. Hedonismus, Rassismus und Vergewaltigung als Mittel auf dem Weg zum perfekten Verbrecher. Er wird Bodyguard von Fraternity-Mitglied Professor Seltzer und muss zusehen, wie Seltzer einem Mordanschlag seines Kollegen Mr. Rictus zum Opfer fällt und Fox und er selbst umgebracht werden sollen. Auf der Flucht trifft Gibson unverhofft seinen Vater, der erklärt, wie stolz er auf seinen Sohn ist und von ihm umgebracht werden will, weil er lebensmüde ist. Widerwillig gehorcht Wesley und nimmt blutige Rache an der Fraternity. Nach dem extrem gewalttätigen Ende durchbricht Wesley die Vierte Wand und verhöhnt den Leser – sollte er Bedenken wegen Gibsons vieler Morde haben – als feige.

### Veröffentlichungschronik
- Bring on the Bad Guys: Dezember 2003
- Fuck You: Februar 2004
- Supergangbang: April 2004
- Crime Pays: Juni 2004
- The Shit List: Oktober 2004
- Dead or Alive: Februar 2005

### Hauptfiguren
Protagonist der Story ist Wesley Gibson, ein feiger Verlierertyp, der zufällig seine Superkräfte entdeckt und als The Killer, der ultimative Mörder, blutige Rache an all seinen Feinden nimmt. Seine Kollegin ist The Fox, eine schwarze femme fatale im Stile von Catwoman. Wesley ist illegitimes Kind vom Original Killer, dem tödlichsten Auftragsmörder seiner Zeit.
Die Schurken sind in der sog. Fraternity organisiert, die die Welt beherrscht und unter sich aufgeteilt hat. Fast alle diese Verbrecher sind Pastichen von Schurken aus DC Comics. Angeführt werden sie vom superintelligenten Professor Seltzer (einer Parodie von Lex Luthor aus Superman) und seinem Erzrivalen, dem makabren Mr. Rictus (Vorlage: Joker aus Batman). Andere Mitglieder sind das infantil-sadistische Technikgenie Doll-Master (Vorlage: Toyman aus Superman), Bioterroristin Deadly Nightshade (Vorlage: Poison Ivy aus Batman), dem tumben Klon Fuckwit (Vorlage: Bizarro aus Superman), dem parasitären Sucker (Vorlage: Parasite aus Superman), Formwandler Shithead (Clayface aus Batman) und dem realitätsverzerrenden Zwerg Imp (Vorlage: Mr. Mxyzptlk aus Superman).

## Auszeichnungen
Wanted wurde 2005 für den Will Eisner Comic Industry Award nominiert.